# Rada kardinálů
Rada kardinálů je poradní sbor, který ustavil papež František dne 30. září 2013. Úkolem rady je radit papeži při vedení katolické církve a připravit reformu papežské kurie, není však oprávněna přijímat žádná rozhodnutí. Její složení je zvoleno tak, aby byl zastoupen každý kontinent:
- Giuseppe kardinál Bertello (Itálie)
- Francisco Javier kardinál Errázuriz Ossa (Chile) - do 2018
- Oswald kardinál Gracias (Indie)
- Reinhard kardinál Marx (Německo)
- Laurent kardinál Monsengwo Pasinya (Demokratická republika Kongo) - do 2018
- Seán Patrick kardinál O'Malley (Spojené státy americké)
- George kardinál Pell (Austrálie) - do 2019
- Óscar Andrés kardinál Rodríguez Maradiaga SDB (Honduras) jako koordinátor

Sekretářem byl jmenován albanský biskup Marcello Semeraro.
První setkání Rady se konalo od 1. do 3. října 2013, druhé od 3. do 5. prosince 2013 a třetí od 17. do 19. února 2014.

## Složení po 7. 3. 2023
Poté, co byla vydána apoštolské konstituce Praedicate Evangelium, uplynul mandát předchozích členů komie, a proto papež FRantišek jmenoval dne 7. března 2023 její nové členy:
- 9 kardinálů:
  - Oswald kardinál Gracias (Indie)
  - Seán Patrick kardinál O'Malley (Spojené státy americké) - od 2013
  - Pietro kardinál Parolin (Itálie) - od 2014
  - Fridolin Ambongo Besungu, O.F.M.Cap. - od 2020
  - Fernando Vérgez Alzaga - od 2023
  - Juan José Omella Omella - od 2023
  - Gérald Cyprien Lacroix - od 2023
  - Jean-Claude Hollerich, S.I. - od 2023
  - Sérgio da Rocha - od 2023
- 1 biskup:
  - Marco Mellino - sekretář rady - od 2018